# 5-й Приамурский корпус (Сибирская армия)
5-й Приамурский корпус был сформирован приказом № 68 по Сибирской армии от 10 сентября 1918 года. Его командиром был назначен атаман Забайкальского казачьего войска полковник Г. М. Семёнов. В штаб корпуса был преобразован штаб созданного ранее Г. М. Семёновым Особого маньчжурского отряда. Первоначально предполагалось, что резиденцией штаба 5-го Приамурского корпуса станет Хабаровск, но в действительности он разместился в Чите.
К 25 сентября 1918 года корпус включал в себя следующие части: 9-я Сибирская стрелковая дивизия (генерал-майор Л. Н. Скипетров, с 20 октября — полковник Кибаленко), Забайкальская казачья дивизия (генерал-лейтенант Д. Ф. Семёнов), Сводная казачья дивизия, Инородческая конная дивизия (полковник Р. Ф. Унгерн-Штернберг), Особый маньчжурский отряд (генерал-майор А. И. Тирбах).
В связи со сложной военно-политической обстановкой на Дальнем Востоке, по предложению командующего Сибирской армией генерал-майора П. П. Иванова-Ринова 12 ноября Г. М. Семёнову была передана из состава 4-го корпуса 8-я Сибирская (Читинская) стрелковая дивизия, командиром которой стал генерал-майор А. В. Мисюра. Кроме того 14 ноября П. П. Иванов-Ринов поручил Г. М. Семёнову формирование из имеющихся сил отдельного Восточного казачьего корпуса.
18 декабря 1918 года А. В. Колчак приказал упразднить корпусные районы Сибирской армии и образовать вместо них военные округа. Приамурский корпус стал Дальневосточным (Приамурским) военным округом.